# Telitalálat (film, 2000)
A Telitalálat (eredeti címe: Lucky Numbers) egy 2000-ben bemutatott amerikai fekete humorú vígjáték, rendezte Nora Ephron. A forgatókönyvet Adam Resnick írta, amit az 1980-as pennsylvaniai lottóbotrányról mintázott . A produkció főszerepében John Travolta, Lisa Kudrow és Tim Roth. 
A film 2000. október 24-én debütált az Egyesült Államokban, Magyarországon nem vetítették a mozikban, hanem DVD-n adták ki 2003. szeptember 11-én.

## Cselekmény
Russ Richards, a pennsylvaniai Harrisburgban működő televíziós csatorna időjósa. A nézők helyi hírességként tisztelik, és a hírnév olyan előnyöket biztosít számára, mint egy fenntartott parkolóhely és egy saját boksz a Denny's-ben, ahol egy omlett az ő nevét viseli. Örökké optimista viselkedésével leplezni tudja, hogy a csőd szélén áll a hószán-kereskedése a szokatlan meleg miatt.
Barátja, Gig, egy sztriptíz bárat működtet, és azt javasolja Russnak, hogy egy biztosítási csalással próbáljon meg pénzt keresni. A terv azonban nem válik be, és Russ még mélyebb adósságban találja magát, valamint egy Dale nevű bérgyilkos célpontjává válik. Gig ekkor újabb tervet eszel ki, és egy modell, Crystal és unokatestvére, Walter segítségével manipulálják a pennsylvaniai lottót. Crystal kihúzza nyerőszámokat a tévében, Walter pedig a szerencsés nyertesnek adja ki magát. 
A tervük működik, de a kapzsiság végül felülkerekedik mindenkin. Először Walter nem hajlandó átadni a nyertes szelvényt Crystalnak, és az összetűzésük után halálos asztmarohamot kap. Utána az állomásfőnök, Dick, aki Crystal szeretője, megpróbálja megzsarolni a nőt és Russ-t, amikor rájön a cselre. Azonban a nyeremény és a csalás híre szárnyra kap, és hamarosan a város többi lakója is jelentkezik a részéért, ami tömegverekedésbe torkollik.
Az ügyet a lusta Lakewood és Chambers nyomozók kapják, és megindítják a nyomozást. Russ úgy dönt, hogy eladja a szelvényt Dicknek 100 000 dollárért, hogy ki tudja fizetni a tartozását. Crystal dühös lesz, és azonnal elcsábítja Dicket, hogy visszakapja a nyereményből rá eső részt. Dale betör Dick házába, és megpróbálja elvenni a szelvényt, de megérkezik a rendőrség, és Lakewood lelövi.
Lakewood hazafelé menet összefut Russ-szal, aki felborított egy teherautót, amikor megpróbálja kipakolni a hószán-készletét egy másik kereskedőnél. Attól tartva, hogy Lakewood azért jött, hogy letartóztassa, Russ a 100 000 dollárjával együtt elmenekül a motoros szánon, de nekicsapódik egy fának. A kórházban Lakewood megbírságolja a motoros szán engedély nélküli üzemeltetéséért, és elmeséli neki, mi történt Dickkel és Dale-lel. Russ elmegy Dick kórházi szobájába, és visszalopja a lottószelvényt. Odaadja a Denny's pincérnőjének, és Floridába költözik, ahol a "Szerencsés számok" nevű gameshow sikeres műsorvezetője lesz.

## Szereplők
| Szerep               | Színész          | Magyar hangja             | Magyar hangja              |
| Szerep               | Színész          | 1. magyar változat (2003) | 2. magyar változat (Film+) |
| -------------------- | ---------------- | ------------------------- | -------------------------- |
| Russ Richards        | John Travolta    | Csankó Zoltán             | Gergely Róbert             |
| Crystal              | Lisa Kudrow      | Nyírő Bea                 | Németh Kriszta             |
| Gig                  | Tim Roth         | Mácsai Pál                | Kárpáti Levente            |
| Dick                 | Ed O’Neill       | Csuja Imre                | Rosta Sándor               |
| Dale                 | Michael Rapaport | Dózsa Zoltán              | Mikula Sándor              |
| Chambers             | Daryl Mitchell   | Földi Tamás               | n.a                        |
| Lakewood             | Bill Pullman     | Rátóti Zoltán             | Tarján Péter               |
| Jerry Green          | Richard Schiff   | Végh Péter                | Koncz István               |
| Walter               | Michael Moore    | Kerekes József            | Kerekes József             |
| Larry                | Michael Weston   | Csőre Gábor               | Markovics Tamás            |
| Troutman rendőrfőnök | Sam McMurray     | Imre István               | n.a                        |

## Fogadtatás
A Telitalálat kritikailag és pénzügyileg is gyengén teljesített. A Rotten Tomatoeson 22%-os minősítést ért el 98 értékelés alapján, az összefoglaló szerint: „Nora Ephron fekete humorú komédiára tett kísérlete rendezés és színészi játék tekintetében egyaránt egyenetlen termék. A karakterek olyannyira nem szerethetők, hogy az embert nem érdekli, mi történik velük, Ephron pedig lekezelően bánik az anyaggal.” Lisa Schwarzbaum az Entertainment Weeklytől azt írta: „Kevés a nevetés ebben a tétlen, nem nagyvonalú vígjátékban.” Michael Wilmington a Chicago Tribune-től azt írta: „Sötét komédia, amely gyilkosan jól indul, de aztán kezd kibogozódni - akárcsak Russ [a főszereplő] félresikerült tervei.”
A MetaCritic 30 pontot adott a 100-ból harminc vélemény alapján.
A Box Office Mojo szerint a 63 milliós költségvetésre a film csupán 11 millió dolláros bevételt ért el, ezzel erősen veszteséges lett.

## Fontosabb díjak és jelölések
21. Arany Málna-gála
- Arany Málna-díj a legrosszabb színésznek: John Travolta (megnyerte)